# Johan Padan à la découverte des Amériques
 (juin 2020).
Si vous disposez d'ouvrages ou d'articles de référence ou si vous connaissez des sites web de qualité traitant du thème abordé ici, merci de compléter l'article en donnant les références utiles à sa vérifiabilité et en les liant à la section « Notes et références ».
Johan Padan à la découverte des Amériques (Joan Padan a la descoverta delle Americhe), est une pièce de théâtre de Dario Fo.

## La pièce
Elle constitue un monologue unique de l'Italien Johan Padan racontant comment, amoureux d'une sorcière qui lui apprend à lire la lune, pour fuir l'Inquisition, il embarque sur un navire. Pensant n'aller qu'un peu plus loin, c'est le début d'un long périple qui l'emmènera à rencontrer Christophe Colomb à Séville puis à suivre celui-ci vers les Amériques pour fuir les autodafés espagnols.
Là-bas, l'aventure commence pour Johan Padan qui ne supporte pas la mise en esclavage des Indiens. Il les aidera à quitter le navire qui emmenait cent d'entre eux vers l'Espagne quand ce dernier vient à couler. De retour sur la terre, il se mêlera à une tribu qui, après quelques péripéties, le prendra pour le fils du Soleil et de la Lune.

## Quelques aspects du spectacle
Ce texte se déroule sur quinzaine d'années au moins, d'avant 1492 jusqu'en 1500 environ.
Texte écrit pour un seul comédien (Dario Fo à l'origine), tous les personnages sont interprétés par celui-ci : Johan Padan, ses compagnons, les Indiens rencontrés, le gouverneur, etc.
Le texte dénonce l'invasion et l'esclavage : Johan Padan est révolté par le traitement infligé aux Indiens et revient régulièrement sur le bonheur de se laisser aller à la nature, de vivre en harmonie avec le peuple découvert.
Malgré le thème lourd (l'esclavage et le déclin d'un peuple face au joug de l'envahisseur), Dario Fo propose un texte plein d'humour. Il aborde également l'évangélisation des Indiens sous cet angle : les Indiens ne connaissant pas certains mets, Johan Padan remplace la pomme d'Adam et Eve par une papaye, le miracle de l'eau changé en vin par du lait de brebis transformé en bière au sortir des mamelles de l'animal...